# Ewald Garlepp
Ewald Garlepp (* 29. November 1905 in Dessau; † 19. August 1989 in Filderstadt) war ein deutscher Rechtsanwalt und Landrat.

## Leben
Garlepp promovierte und legte am 20. April 1932 die große Staatsprüfung ab. Anschließend war er als Rechtsanwalt in Dessau tätig. Am 9. November 1937 wurde er kommissarisch zum Landrat des Landkreises Bernburg ernannt. Mit Wirkung vom 1. Februar 1939 übernahm er dieses Amt endgültig und übte es bis zum Ende des Zweiten Weltkrieges 1945 aus.